# Moselschiefer-Straße

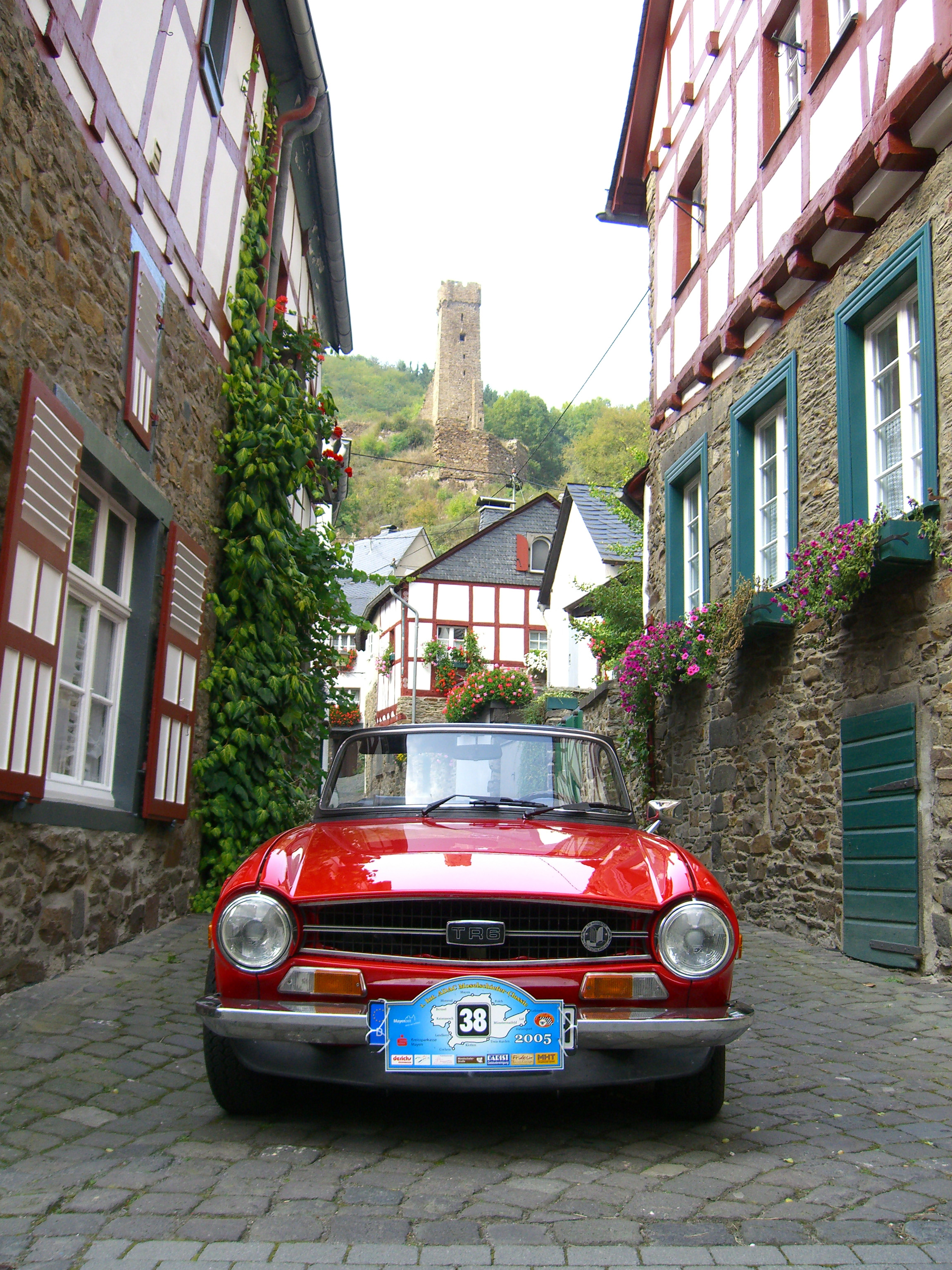
Oldtimer bei der Moselschiefer-Classic 2005 in Monreal

Die Moselschiefer-Straße (auch Moselschieferstraße)
ist eine Ferienstraße in der östlichen Eifel und an der Mosel in Rheinland-Pfalz mit einer Länge von etwa 110 Kilometern.
Sie ist nach einem Produkt der Region benannt, dem Schiefer.
Er wurde in den Schieferbergwerken gewonnen und über die Mosel verschifft.
In Mayen gibt es das Bergbaumuseum Deutsches Schieferbergwerk.

## Stationen und Sehenswürdigkeiten

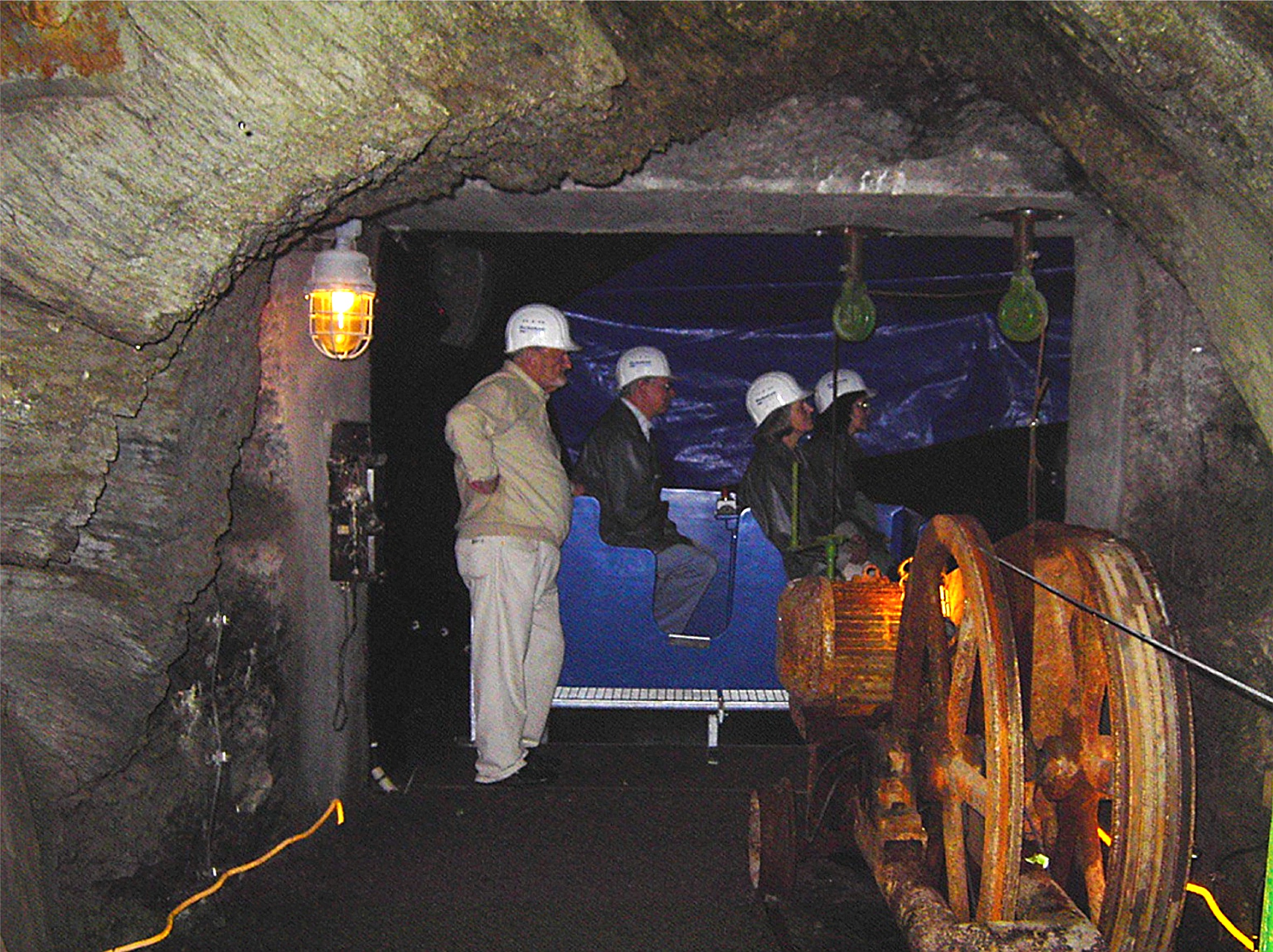
Simulation einer Loreneinfahrt ins Schieferbergwerk Mayen

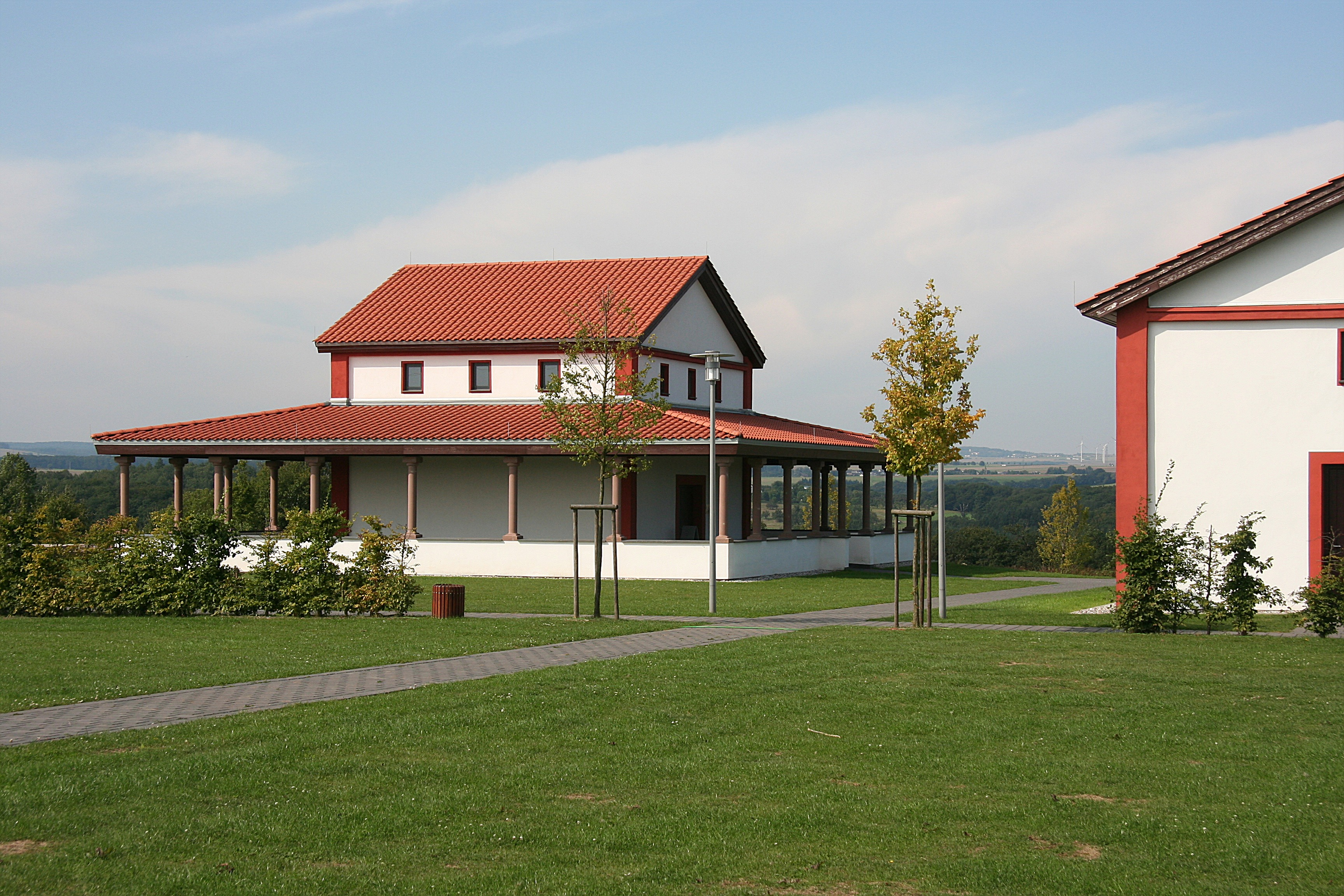
Archäologiepark Martberg

Stationen der Moselschiefer-Straße sind
Mayen, Monreal, Laubach, Kaisersesch, Cochem, Treis-Karden, Hatzenport, Münstermaifeld, Polch und Mayen
mit folgenden Sehenswürdigkeiten:
- Spätrömische Höhenbefestigung Katzenberg, Mayen
- Schloss Bürresheim, Sankt Johann (bei Mayen)
- Burg Eltz, Wierschem
- Burg Pyrmont, Roes
- Moselschieferblick bei Klotten
- Aussichtspunkt Mönch-Felix-Hütte bei Niederfell
- Mathiaskapelle Ausblick bei Kobern-Gondorf
- Burg Thurant, Alken
- Archäologiepark Martberg, Pommern/Treis-Karden
- Reichsburg Cochem
- Wasserfall bei Maria Martental, Büchel
- Wallfahrtskirche Maria Martental, Leienkaul
- Löwen- und Philippsburg, Monreal
- Vulkanparkzentrum am Grubenfeld in Mayen

Die in dieser Region ansässige Schiefergewinnung und -bearbeitung und die Schieferdächer links und rechts der Straße sind das Bindeglied dieses Rundkurses.
Dieser Teil der Eifel war das Zentrum der mitteleuropäischen Schieferindustrie für Dächer und Fassaden. Schon seit der Römerzeit wurde dort Schiefer abgebaut. Bekannt waren die Moselschiefer-Bergwerke Grube Katzenberg (Mayen) und Grube Margareta (Polch).

## Moselschiefer-Classic

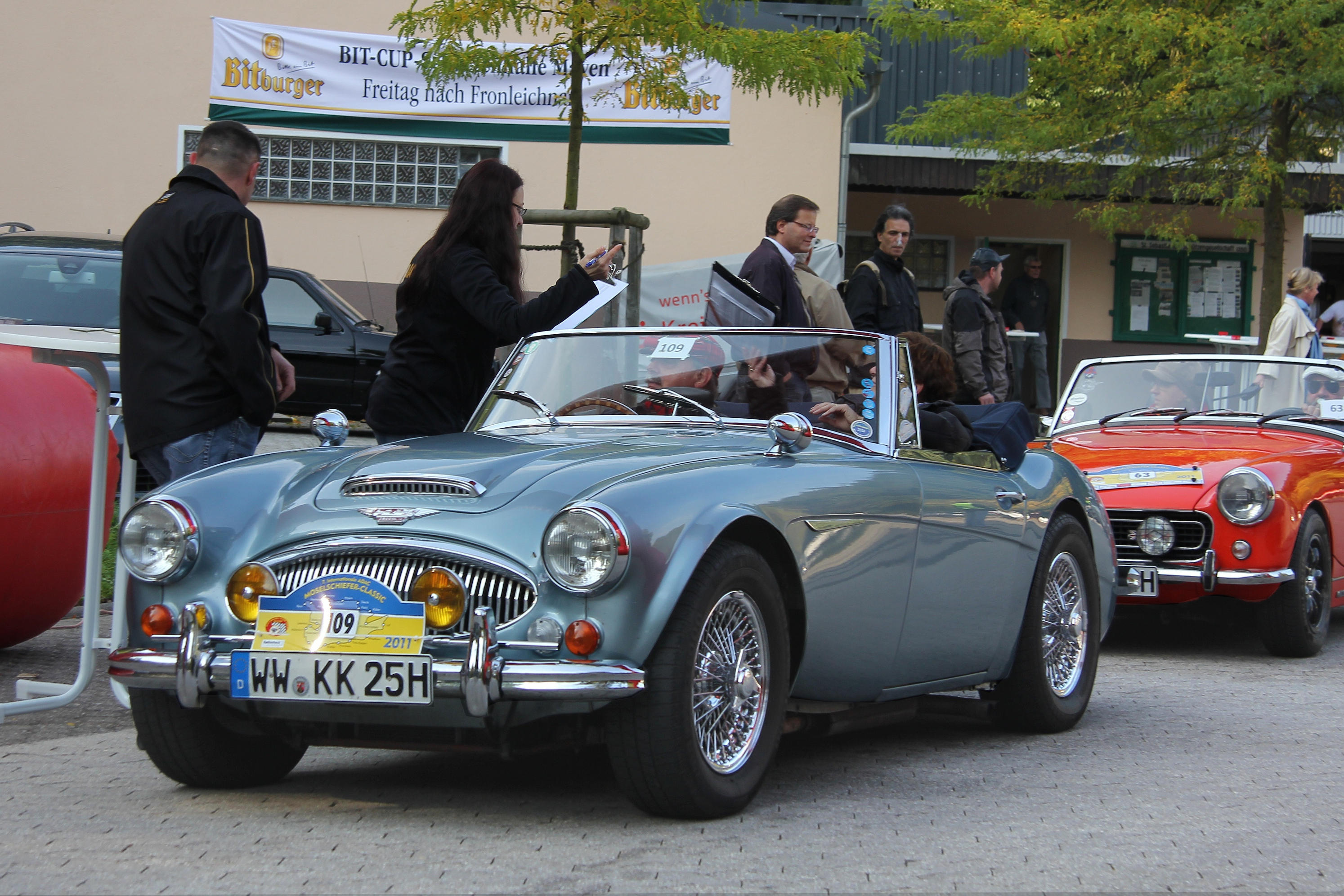
Start zur Moselschiefer-Classic 2011 in Mayen

Eine beliebte Veranstaltung war seit 2005 die „Internationale ADAC Moselschiefer-Classic“, eine Oldtimerrallye mit anfangs 70 und zum Schluss bis zu 150 Teilnehmerinnen und Teilnehmern, die der Automobilclub Mayen auf Anregung des Vereins Moselschiefer-Straße e. V. organisierte und durchführte. Zu den Teilnehmern gehörte auch Landrat Alexander Saftig mit seinem VW Käfer. Gestartet wurde in den ersten Jahren auf dem Schützenplatz in Mayen und später auf dem Betriebsgelände von Rathscheck Schiefer, ebenfalls in Mayen. Erhöhter Organisationsaufwand und eine nachlassende Zahl ehrenamtlicher Helferinnen und Helfer veranlassten den Automobilclub im Dezember 2018,  die Moselschiefer-Classic künftig nicht mehr zu veranstalten.
Die 14. und letzte vom Automobilclub Mayen durchgeführte Moselschiefer-Classic am 18. August 2018 führte über Polch, Kobern-Gondorf, Moselkern und Kaisersesch bis nach Masburg zur Mittagspause und ab 13.30 Uhr unter anderem über Uersfeld, Kirchwald und Mayen zum Ziel in Kottenheim. Als ältestes Automobil war ein Bentley mit 4,5 l Hubraum aus dem Jahr 1928 und als ältestes Motorrad eine DKW SB 250 von 1938 gemeldet.